# Ecuația lui Arrhenius
Ecuația lui Arrhenius este o ecuație ce arată dependența temperaturii de viteza unei reacții chimice, și a fost propusă de către Svante Arrhenius în anul 1889. Această ecuație are ca principale aplicații determinarea vitezei sau ratei de reacție a unei reacții chimice și calcularea energiei de activare. Arrhenius a adus argumente de natură fizică și interpretări ale acestei formule. În mod curent, este privită ca o relație empirică.:188

## Formă matematică

În aproape toate cazurile practice, și k crește odată cu T.

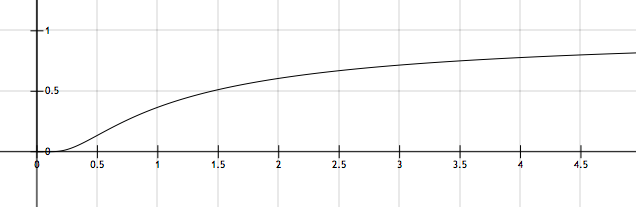
Din punct de vedere matematic, la temperaturi foarte înalte, la care, k tinde să devină constantă și să aibă limita spre A, dar acest caz nu este aplicabil în condiții practice.

Ecuația lui Arrhenius arată dependența constantei de viteză a unei reacții chimice de temperatura absolută și de alte constante de reacție:
{\displaystyle k=Ae^{\frac {-E_{a}}{RT}}}
Unde:
- k este constanta de viteză
- T este temperatura absolută (în kelvin)
- A este un factor pre-exponențial, constant pentru fiecare reacție chimică; conform teoriei ciocnirilor ideale, A este frecvența cu care au loc ciocnirile cu orientare optimă
- Ea este energia de activare pentru reacția dată (aceleași unități ca R*T)
- R este constanta universală a gazului ideal[1][2][3]

Alternativ, ecuația se mai poate scrie și astfel:
{\displaystyle k=Ae^{\frac {-E_{a}}{k_{B}T}}}
Where
- Ea este energia de activare pentru reacția dată (aceleași unități ca kB*T)
- kB este constanta Boltzmann